# Podział administracyjny Albanii
Podział administracyjny Albanii – od ogłoszenia Deklaracji Niepodległości w 1912 r., Albania 21 razy przeszła administracyjne reformy terytorialne.
Od lipca 2015 r. – zgodnie z art. 1 ustawy nr 115/2014 z dnia 31 lipca 2014 r. wyprowadzającej reformę administracyjno-terytorialną tego państwa – podział administracyjny Republiki Albanii jest dwustopniowy:
1. I stopień – 12 obwodów (alb. l.poj. qark lub qarku, l.mn. qarqe)
2. II stopień – 61 gmin (alb. l.poj. bashkia, l.mn. bashki)

W strukturze terytorialnej kraju wyróżnia się jednak także, powstałe w wyniku reformy z 2014 r. – 373 jednostki administracyjne (alb. l.poj. njësia administrative, l.mn. njësi administrative). Ich albańskojęzyczną nazwę można również przetłumaczyć jako jednostki samorządu terytorialnego. Ich obszar oraz nazwy pokrywają się z granicami i nazwami dawnych gmin, tj. gmin typu wiejskiego i gmin typu miejskiego sprzed reformy.

## Obwody w Albanii
Kolejność alfabetyczna (cyfry i liczby z kolumny "Lp." odpowiadają numerom widniejącym na poniższej mapie).
| Lp. | Obwód       | Dawne okręgi                      | Stolica     |  |
| 1.  | Berat       | Berat, Kuçova, Skrapar            | Berat       |  |
| 2.  | Dibra       | Bulqiza, Dibra, Mat               | Peshkopia   |  |
| 3.  | Durrës      | Durrës, Kruja                     | Durrës      |  |
| 4.  | Elbasan     | Elbasan, Gramsh, Librazhd, Peqin  | Elbasan     |  |
| 5.  | Fier        | Fier, Lushnja, Mallakastra        | Fier        |  |
| 6.  | Gjirokastra | Gjirokastra, Përmet, Tepelena     | Gjirokastër |  |
| 7.  | Korcza      | Devoll, Kolonja, Korcza, Pogradec | Korcza      |  |
| 8.  | Kukës       | Has, Kukës, Tropoja               | Kukës       |  |
| 9.  | Lezha       | Kurbin, Lezha, Mirdita            | Lezha       |  |
| 10. | Szkodra     | Malësi e Madhe, Puka, Szkodra     | Szkodra     |  |
| 11. | Tirana      | Kavaja, Tirana                    | Tirana      |  |
| 12. | Wlora       | Delvina, Saranda, Wlora           | Wlora       |  |

## Gminy w Albanii
Do czerwca 2015 r. w Albanii funkcjonowały 373 gminy. 65 z nich było gminami typu miejskiego (alb. l.poj. bashkia, l.mn. bashki), a 308 – gminami typu wiejskiego (alb. l.poj. komuna, l.mn. komunë lub komunat). W wyniku reformy administracyjnej z 2014 r. połączono sąsiadujące ze sobą gminy, w związku z czym od lipca 2015 r. w Albanii funkcjonuje 61 gmin nowego typu (najczęściej są to gminy miejsko-wiejskie, rzadziej – miejskie). Pierwsze po reformie wybory samorządowe organów nowych gmin odbyły się 21 czerwca 2015.